# Kayaburnu, Serik
Kayaburnu là một xã thuộc huyện Serik, tỉnh Antalya, Thổ Nhĩ Kỳ. Dân số thời điểm năm 2011 là 875 người.